# Квесиешвили, Георгий
Георгий Квесиешвили (1 декабря 1985 года, Кобулети, Грузинская ССР, СССР) — грузинский футболист, выступающий на позиции защитника. Ныне игрок узбекистанского клуба «Кызылкум».
В Грузии выступал за клуб «Баия Зугдиди». С 2011 года выступает за узбекистанские клубы. За это время успел поиграть за клубы «Бухара», «Алмалык» и «Кызылкум».